# Cantonul Condé-sur-Noireau
Cantonul Condé-sur-Noireau este un canton din arondismentul Vire, departamentul Calvados, regiunea Basse-Normandie, Franța.

## Comune
| Comune                   | Populație (1999) | Cod poștal | Cod INSEE |
| ------------------------ | ---------------- | ---------- | --------- |
| La Chapelle-Engerbold    | ...              | 14770      | 14152     |
| Condé-sur-Noireau        | ...              | 14110      | 14174     |
| Lassy                    | ...              | 14770      | 14357     |
| Lénault                  | ...              | 14770      | 14361     |
| Périgny                  | ...              | 14770      | 14496     |
| Pontécoulant             | ...              | 14110      | 14512     |
| Proussy                  | ...              | 14110      | 14523     |
| Saint-Germain-du-Crioult | ...              | 14110      | 14585     |
| Saint-Jean-le-Blanc      | ...              | 14770      | 14597     |
| Saint-Pierre-la-Vieille  | ...              | 14770      | 14653     |
| Saint-Vigor-des-Mézerets | ...              | 14770      | 14662     |